# Texas Flood
Albums de Stevie Ray Vaughan
Couldn't Stand the Weather
(1984)
Texas Flood est le premier album de Stevie Ray Vaughan et son groupe Double Trouble, sorti le 13 juin 1983. Il a été enregistré en seulement trois jours.

## Pistes
Toutes les chansons sont écrites et composées par Stevie Ray Vaughan, sauf mention contraire.
| No  | Titre                  | Auteur                               | Durée |
| --- | ---------------------- | ------------------------------------ | ----- |
| 1.  | Love Struck Baby       |                                      | 2:19  |
| 2.  | Pride and Joy          |                                      | 3:39  |
| 3.  | Texas Flood            | Larry Davis, Joseph Wade Scott       | 5:21  |
| 4.  | Tell Me                | Chester Arthur Burnett, Howlin' Wolf | 2:48  |
| 5.  | Testify                | Isley Brothers                       | 3:20  |
| 6.  | Rude Mood              |                                      | 4:36  |
| 7.  | Mary Had a Little Lamb | Buddy Guy                            | 2:46  |
| 8.  | Dirty Pool             | Doyle Bramhall, Vaughan              | 4:58  |
| 9.  | I'm Cryin'             |                                      | 3:41  |
| 10. | Lenny                  |                                      | 5:00  |

| 11. | SRV Speaks                                 |                | 0:37 |
| 12. | Tin Pan Alley (AKA Roughest Place in Town) | Robert Geddins | 7:42 |
| 13. | Testify (live)                             |                | 3:54 |
| 14. | Mary Had a Little Lamb (live)              | Buddy Guy      | 3:31 |
| 15. | Wham (live)                                | Lonnie Mack    | 4:20 |

Le titre live Wham! est présent en version studio sur l'album posthume The Sky Is Crying, et la chanson "Tin Pan Alley (aka Roughest Place In Town)" est présente sur l'album Couldn't Stand the Weather bien qu'il ne s'agisse pas exactement de la même version.

## Membres du groupe
- Stevie Ray Vaughan - Guitare, Chant
- Chris Layton - Batterie
- Tommy Shannon - Basse

## Certifications
| Pays                    | Certification | Date       | Unités certifiées |
| ----------------------- | ------------- | ---------- | ----------------- |
| Canada (Music Canada)   | Platine       | 21/10/1988 | 100 000           |
| États-Unis (RIAA)       | 2 × Platine   | 06/03/1997 | 2 000 000         |
| France (SNEP)           | Or            | 15/05/2001 | 100 000           |
| Nouvelle-Zélande (RMNZ) | Or            | 1985       | 7 500             |
| Royaume-Uni (BPI)       | Or            | 05/07/2024 | 100 000           |